# 塞里-马涅瓦勒
塞里-马涅瓦勒（法語：Séry-Magneval，法語發音：[seʁi maɲval]）是法国瓦兹省的一个市镇，位于该省东南部，属于桑利斯区。

## 地理
塞里-马涅瓦勒（49°15'28"N, 2°51'18"E）面积6.02 平方千米，位于法国上法蘭西大區瓦兹省，该省份为法国北部内陆省份，北起索姆省，西接厄尔省和滨海塞纳省，南至塞纳-马恩省和瓦兹河谷省，东临埃纳省。
与塞里-马涅瓦勒接壤的市镇（或旧市镇、城区）包括：奥鲁伊、瓦卢瓦地区贝唐库尔、瓦卢瓦地区克雷皮、迪维、费尼厄、格莱涅、罗克蒙。

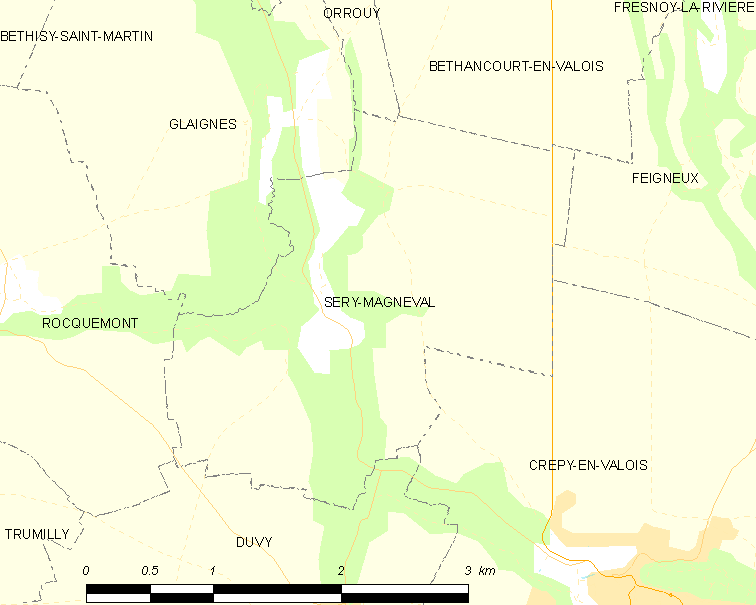
塞里-马涅瓦勒的OSM定位图

塞里-马涅瓦勒的时区为UTC+01:00、UTC+02:00（夏令时）。

## 行政
塞里-马涅瓦勒的邮政编码为60800，INSEE市镇编码为60618。

## 政治
塞里-马涅瓦勒所属的省级选区为瓦卢瓦地区克雷皮县。

## 人口

1962-2008年间塞里-马涅瓦勒人口变化图示

塞里-马涅瓦勒于2022年1月1日时的人口数量为272人。